# Ion I. Câmpineanu

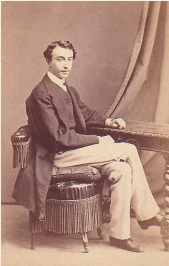
Ion I. Câmpineanu

Ion I. Câmpineanu (* 10. Oktober 1841 in Bukarest; † 15. November 1888 ebenda) war ein rumänischer Politiker.

## Leben
Ion I. Câmpineanu war der Sohn von Ion Câmpineanu (1798–1863), einem bekannten Teilnehmer an der Rumänischen Revolution von 1848. Ion I. Câmpineanu gehörte der Partei Partidul Național Liberal an und bekleidete mehrere politische Ämter. 1877 hatte er für einige Monate das Amt des Justizministers inne, bevor er die Leitung des Finanzministeriums übernahm. Es folgte 1878 die Position des Außenministers, 1880 erneut das Amt des Finanzministers und ab 1883 leitete er das Innenministerium. 1885 wechselte er wiederum ins Außenministerium und beendete kurz darauf seine Ministertätigkeit. 1887 bekleidete er für einige Monate das Amt des Bürgermeisters von Bukarest, bevor er 1888 zum ersten Gouverneur der Rumänischen Nationalbank ernannt wurde. Noch im selben Jahr starb Câmpineanu in Bukarest.